# Zacatlán

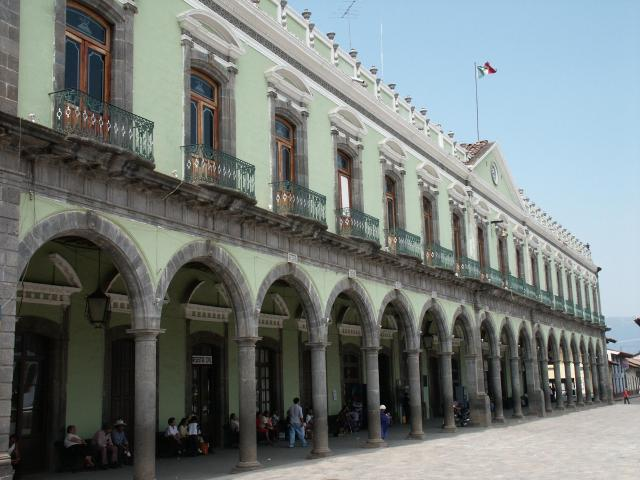
Zacatlán

Zacatlán est une municipalité située dans le nord de l'état  mexicain de Puebla. Son nom vient du nahuatl zacatl, de paille ou d'herbe; tlan, suffixe de lieu. Par conséquent, les moyens Zacatlán Lieu où l'herbe est abondante.
Il est célèbre pour être l'un des principaux producteurs de pommes dans le pays, raison pour laquelle est également connue comme Zacatlán de pommes.
Détient le titre de ville magique, accordée par le gouvernement  mexicain.

## Galerie

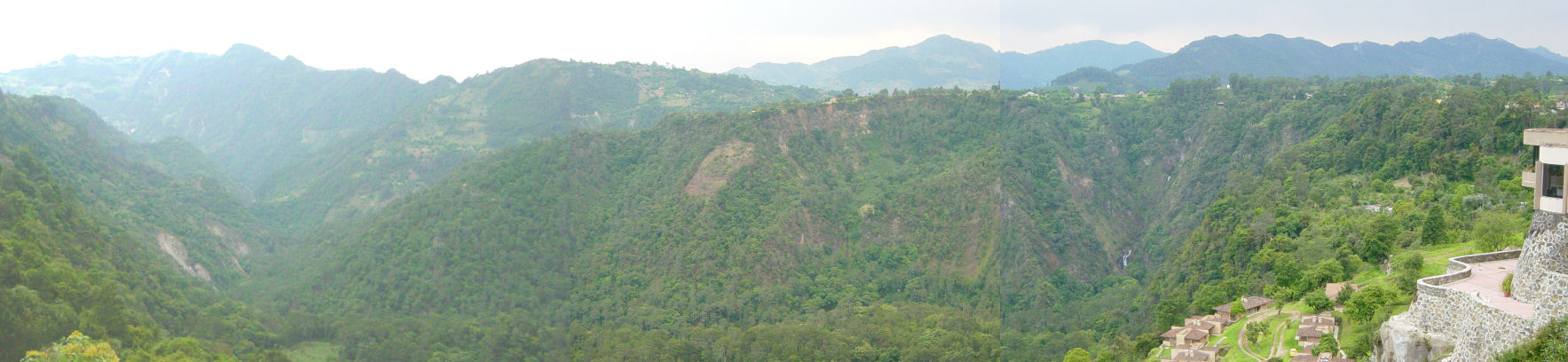
Canyon du chardonnerets.

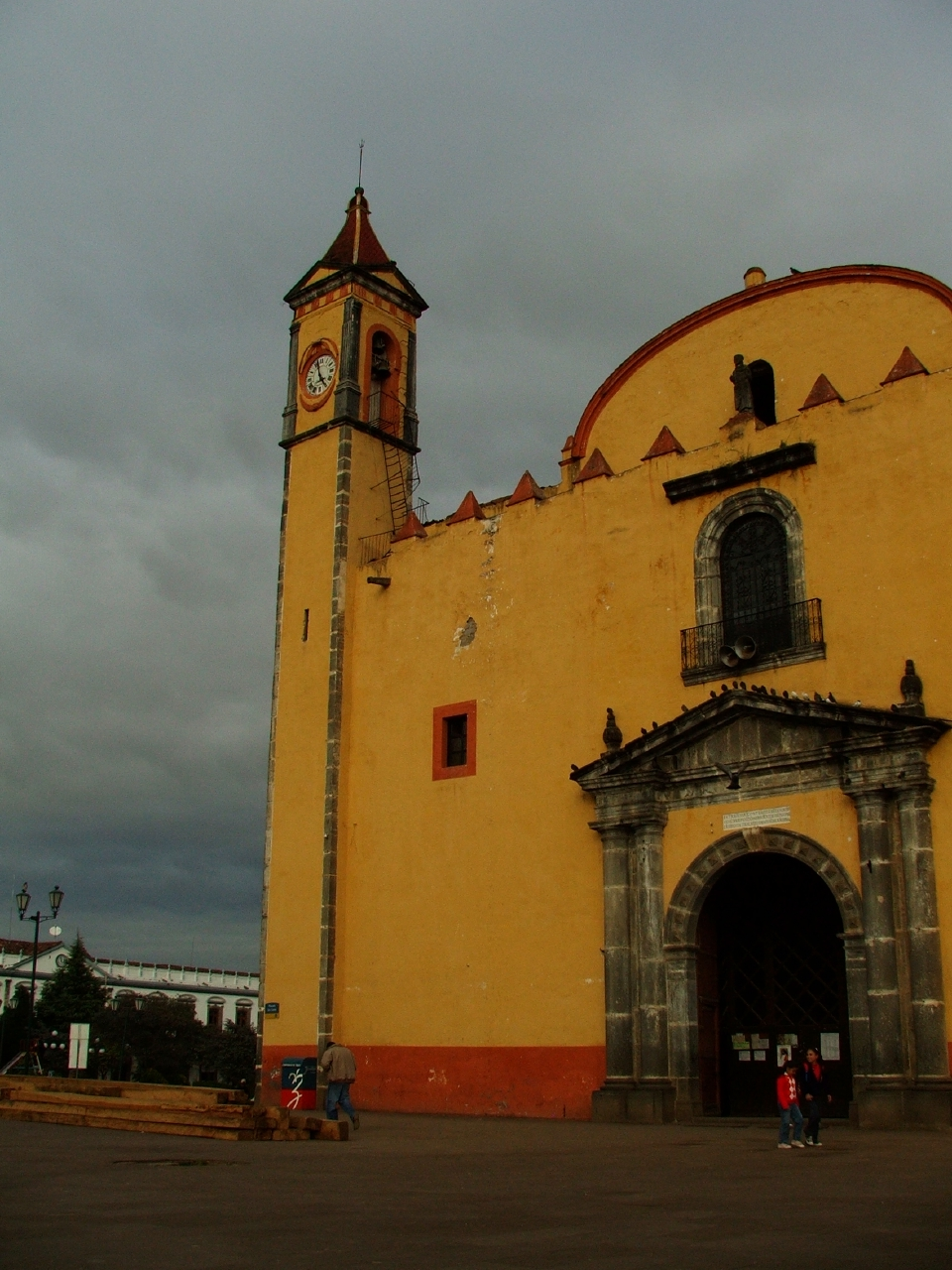
Couvent de la ville
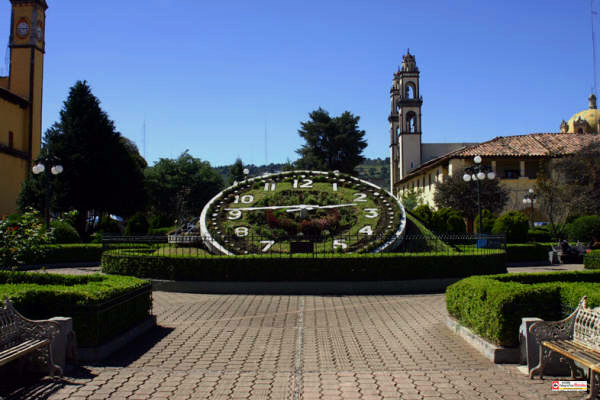
Horloge florale
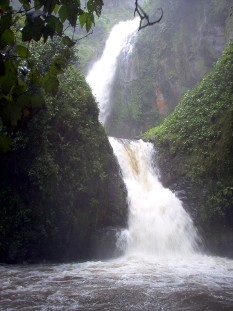
Cascade
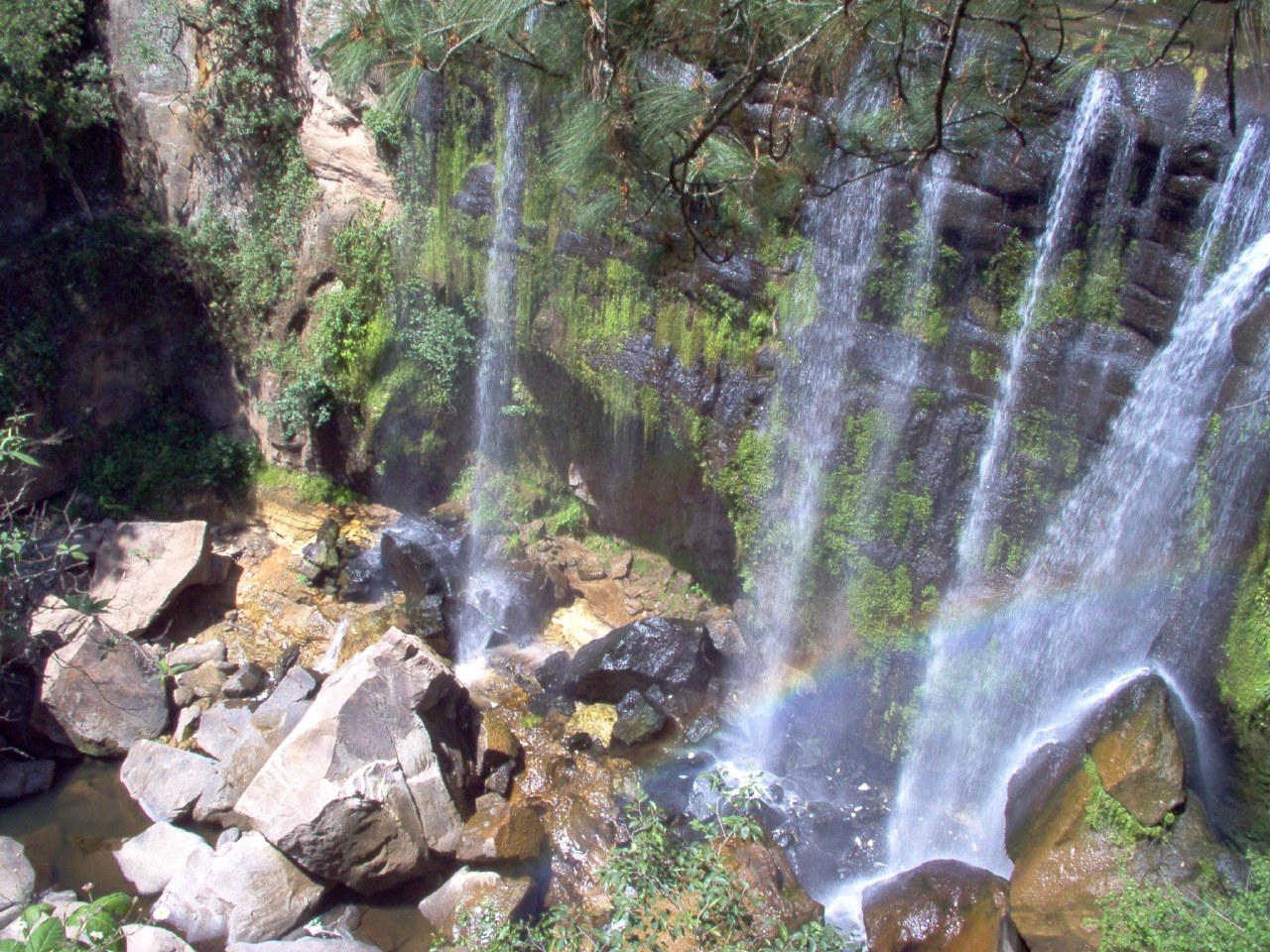
Cascade du saint-pierre